# Шестаковка (Оренбургская область)
Шестаковка— село в  Ташлинском районе Оренбургской области, административный центр Шестаковского сельсовета.

## География
Располагается на расстоянии примерно 34 километров по прямой на север от районного центра села  Ташла. 

## История
В советское время в селе существовали колхозы им.Чапаева, им.Тельмана им.Энгельса и "Южный".

## Население
Постоянное население составляло 368 человека в 2002 году (русские 86%) ,  279 в 2010 году.